# Oxytropis admiranda
Oxytropis admiranda är en ärtväxtart som beskrevs av Karl Heinz Rechinger. Oxytropis admiranda ingår i släktet klovedlar, och familjen ärtväxter. Inga underarter finns listade i Catalogue of Life.